# Boris Lalovac
Boris Lalovac (Split, 16. studenog 1976.) bio je ministar financija u dvanaestoj Vladi Republike Hrvatske. Član je SDP-a i saborski zastupnik od 8. do 11. saziva.

## Obrazovanje
Diplomirao je 2000. na Fakultetu za turizam i vanjsku trgovinu u Dubrovniku, a magistrirao 2006. na Ekonomskom fakultetu u Zagrebu, znanstvenu granu financije i fiskalnu politiku.

## Politička karijera
U vladi Zorana Milanovića obnašao je dužnost ministra financija, nakon smjene Slavka Linića.
Na parlamentarnim izborima 2015. izabran je za zastupnika u Osmom sazivu Hrvatskoga sabora u VI. izbornoj jedinici iz redova Socijaldemokratske partije. Za vrijeme obnašanja zastupničkog mandata, od 28. prosinca 2015. do 14. listopada 2016. bio je član Saborskog odbora za financije i državni proračun.